# Міліано Йонатанс
Міліано Йонатанс (нід. Miliano Jonathans, нар. 5 квітня 2004, Арнем) — нідерландський футболіст, нападник клубу «Утрехт».

## Ігрова кар'єра
Народився 5 квітня 2004 року в місті Арнем. Вихованець футбольної школи клубу «Вітесс». Дорослу футбольну кар'єру розпочав 2022 року в основній команді того ж клубу, в якій провів три сезони, взявши участь у 37 матчах чемпіонату.
У січні 2025 року перейшов до «Утрехту», підписавши контракт на 3,5 року. 12 січня дебютував за клуб у гостьовому матчі Ередивізі проти «Феєнорда», вийшовши на заміну замість Мігеля Родрігеса на 88-й хвилині. Станом на 16 серпня 2025 року відіграв за команду з Утрехта 8 матчів в національному чемпіонаті.

## Статистика виступів

### Статистика клубних виступів
Станом на 1 січня 2025
| Сезон              | Команда            | Чемпіонат          | Чемпіонат | Чемпіонат | Національний кубок | Національний кубок | Національний кубок | Континентальні кубки | Континентальні кубки | Континентальні кубки | Інші змагання | Інші змагання | Інші змагання | Усього | Усього |
| Сезон              | Команда            | Ліга               | Ігор      | Голів     | Ліга               | Ігор               | Голів              | Ліга                 | Ігор                 | Голів                | Ліга          | Ігор          | Голів         | Ігор   | Голів  |
| ------------------ | ------------------ | ------------------ | --------- | --------- | ------------------ | ------------------ | ------------------ | -------------------- | -------------------- | -------------------- | ------------- | ------------- | ------------- | ------ | ------ |
| 2021–22            | «Вітесс»           | ЕД                 | 1+1       | 0         | КН                 | -                  | -                  | ЛК                   | -                    | -                    |               | -             | -             | 2      | 0      |
| 2022–23            | «Вітесс»           | ЕД                 | 12        | 0         | КН                 | 0                  | 0                  |                      | -                    | -                    |               | -             | -             | 12     | 0      |
| 2023–24            | «Вітесс»           | ЕД                 | 6         | 0         | КН                 | 1                  | 0                  |                      | -                    | -                    |               | -             | -             | 7      | 0      |
| 2024–25            | «Вітесс»           | 1Д                 | 18        | 11        | КН                 | 1                  | 0                  |                      | -                    | -                    |               | -             | -             | 19     | 11     |
| Усього за «Вітесс» | Усього за «Вітесс» | Усього за «Вітесс» | 37+2      | 11        |                    | 2                  | 0                  |                      | -                    | -                    |               | -             | -             | 40     | 11     |
| Усього за кар'єру  | Усього за кар'єру  | Усього за кар'єру  | 6+1       | 0         |                    | 0                  | 0                  |                      | -                    | -                    |               | -             | -             | 7      | 0      |